# زبابة الأهوار
زبابة الأهوار (الاسم العلمي: Sorex bendirii) (بالإنجليزية: Marsh Shrew)‏ هي نوع من الثدييات يتبع جنس الزبابة من الفصيلة الزبابات.